# Ернст Рем
Ернст Јулијус Гинтер Рем (Минхен, 28. новембар 1887 — Минхен, 1. јул 1934) био је немачки војни официр и рани члан Нацистичке партије. Као један од чланова њене претходнице, Немачке радничке партије, био је близак пријатељ и рани савезник Адолфа Хитлера. Рем је играо незаменљиву улогу у раним годинама Нацистичке партије док је користио своје везе из Првог светског рата да развије Штурмабтајлунг (СА), милицију Нацистичке партије, чији је суоснивач. Рем је на крају постао вођа СА и водио је кампању политичког насиља током успона нациста на власт. Његов однос са Хитлером почео је да се погоршава када су нацисти преузели власт у Немачкој 1933. године. Како је нацистичка влада почела да се обезбеђује, напетост између Хитлера и Рема је ескалирала. Током 1933, Рем је покушавао да добије више моћи за СА, што је немачка војска видела као растућу претњу њиховом положају. Хитлер је евентуално Рема почео да гледа као потенцијалног ривала и одлучио је да га елиминише. Рем је погубљен од стране СС-а 1934. током Ноћи дугих ножева.

## Рани живот и образовање
Ернст Рем је рођен 1887. у Минхену, у Баварској, у Немачком царству, као најмлађи од троје деце — имао је старију сестру и брата — Емилију и Јулијуса Рема. Његов отац Јулије, железнички службеник, описан је као строг, али када је схватио да његов син боље реагује без савета, дао му је значајну слободу у остваривању својих интереса.
Дана 23. јула 1906, Рем је ступио у Краљевски баварски 10. пешадијски пук Принц Лудвиг у Инголштату као питомац, иако његова породица није имала војну традицију. Примљен је 12. марта 1908. године.

## Каријера
По избијању Првог светског рата августа 1914. био је ађутант 1. батаљона 10. пешадијског пука Кениг. Следећег месеца је тешко рањен у лице у Шано Вуду у Лорени и носио је ожиљке до краја живота. Унапређен је у првог поручника (Oberleutnant) у априлу 1915. године. Током напада на утврђење у Тиаумонту, у Вердену, 23. јуна 1916, задобио је тешку рану у грудима и остатак рата провео у Француској и Румунији као штабни официр. Одликован је Гвозденим крстом прве класе пре него што је рањен код Вердена, и унапређен је у капетана (Hauptmann) у априлу 1917. године. Међу својим друговима, Рем је важио за „фанатичног, простодушног превртљивца“ који је често показивао презир према опасности. У својим мемоарима, Рем је известио да је током јесени 1918. оболео од смртоносне шпанске грознице и да се није очекивало да ће преживети, већ да се опоравио након дужег опоравка.
Након примирја 11. новембра 1918. којим је окончан рат, Рем је наставио своју војну каријеру као капетан у Рајхсверу. Био је један од старијих чланова у Bayerisches Freikorps für den Grenzschutz Ost (Баварског слободног корпуса за граничну патролу - исток) Франца Ритера фон Епа, формираног у Ордруфу у априлу 1919, који је коначно срушио Баварску Совјетску Републику силом оружја 3. маја 1919. године. Исте године се придружио Немачкој радничкој партији, која је следеће године постала Националсоцијалистичка немачка радничка партија (Нацистичка партија). Недуго затим упознао је Адолфа Хитлера и постали су политички савезници и блиски пријатељи. Током раних 1920-их, Рем је остао важан посредник између немачких десничарских паравојних организација и Рајхсвера. Поред тога, Рем је био тај који је убедио свог бившег команданта војске, Франца Ритера фон Епа, да се придружи нацистима, што је важан догађај, пошто је Еп помогао да се прикупи шездесет хиљада марака потребних за куповину нацистичког часописа Völkischer Beobachter.
Током почетка септембра 1923. године, када је Нацистичка партија одржала своју прославу Дана Немачке у Нирнбергу, Рем је био тај који је помогао да се окупи око 100.000 учесника из десничарских милитантних група, удружења ветерана и других паравојних формација — међу којима су „Bund Oberland”, „Bund Reichskriegsflagge”, Штурмабтајлунг и Кампфбунд — сви потчињени Хитлеру као „политичком вођи“ колективног савеза. Рем је дао оставку или се повукао из Рајхсвера 26. септембра 1923. године.
У новембру 1923, Рем је предводио Reichskriegsflagge милицију у време минхенског Пивничког пуча. Изнајмио је огромну главну салу Löwenbräukeller, наводно за поновно окупљање и празнично дружење. У међувремену, Хитлер и његова пратња били су у „Bürgerbräukeller”-у. Рем је планирао да покрене револуцију и искористи јединице које су му на располагању да набави оружје из тајних скровишта којим ће заузети кључне тачке у центру града. Када је стигао позив, он је окупљенима у „Löwenbräukeller”-у објавио да је влада Кахра свргнута и да је Хитлер прогласио „националну револуцију“ што је изазвало дивље навијање. Рем је затим повео своје снаге од скоро 2.000 људи у Министарство рата, које су заузели на шеснаест сати. Када је имао контролу над штабом Рајхсвера, Рем је чекао вести, забарикадиран унутра. Наредни марш у центар града предвођен Хитлером, Херманом Герингом и генералом Ерихом Лудендорфом са транспарентима који су високо летели, наводно је организован да би се „ослободио“ Рем и његове снаге.
Док је публика навијала, подстакнута Грегором Штрасером узвикујући „Heil”, Хитлерова оружана скупштина, која је носила црвене траке са свастиком, наишла је на баварске државне полицајце, који су били спремни да се супротставе пучу. Отприлике у време када су демонстранти стигли до Фелдхернхалена у близини центра града, чули су се пуцњи који су распршили учеснике. До краја пуцњаве убијено је четрнаест нациста и четири полицајца; пуч је пропао, а први покушај нациста да дођу на власт је трајала мање од двадесет четири сата.
У фебруару 1924, након неуспелог пуча, Рему, Хитлеру, генералу Лудендорфу, потпуковнику Херману Крибелу и шесторици других суђено је за велеиздају. Рем је проглашен кривим и осуђен на петнаест месеци затвора, али је казна суспендована и стављен на условну казну. Хитлер је проглашен кривим и осуђен на пет година затвора, али је одлежао само девет месеци у затвору Ландсберг (под дозвољено благим условима).
У априлу 1924, Рем је постао посланик Националистичког покрета (расно-националног) Националсоцијалистичке партије слободе Рајхштага. Одржао је само један говор, позивајући се на ослобађање потпуковника Крибела. На изборима у децембру 1924. године број места које је освојила његова странка знатно је смањен, а његово име је било превише ниско на листи да би се вратио у Рајхштаг. Док је Хитлер био у затвору, Рем је помогао да се створи Фронтбан као легалну алтернативу тада забрањеној јединици Штурмабтајлунг (СА). Хитлер није у потпуности подржао Ремове амбициозне планове за ову организацију, што се показало проблематичним. Хитлер је био неповерљив према овим паравојним организацијама јер су се конкурентске групе попут „Bund Wiking”, „Bund Bayern und Reich” и „Blücherbund” бориле за чланство и он је из неуспелог пуча схватио да ове групе не могу бити легитимисане све док су полиција и Рајхсвер лојални влади.
Када су у априлу 1925. Хитлер и Лудендорф одбили предлоге према којима је Рем био спреман да интегрише Фронтбан од 30.000 војника у СА, Рем је 1. маја 1925. поднео оставку из свих политичких група и војних бригада. Осећао је велики презир према „легалистичком” путу којим су партијски врхови желели да иду и тражио је изолацију од јавног живота.
Године 1928. прихватио је дужност у Боливији као саветник боливијске војске, где је добио чин потпуковника. У јесен 1930. године, Рем је примио телефонски позив од Хитлера са захтевом да се врати у Немачку.

## Вођство Штурмабтајлунга
Септембра 1930, као последица Стенесове побуне у Берлину, Хитлер је преузео врховну команду над СА као Врховни фирер СА. Послао је лични захтев Рему, тражећи од њега да се врати да служи као начелник штаба СА. Рем је прихватио ову понуду и започео рад 5. јануара 1931. године. Он је донео радикалне нове идеје у СА и именовао неколико блиских пријатеља у њено више руководство. Раније су формације СА биле подређене руководству Нацистичке партије сваког Гауа. Рем је основао нове „Gruppe”, које нису имале регионални надзор Нацистичке партије. Свака се простирала на неколико региона и сваком је командовао СА-групенфирер који је одговарао само Рему или Хитлеру.
СА је до тада бројала преко милион чланова. Њихов првобитни задатак заштите нацистичких вођа на митинзима и скупштинама преузео је Шуцштафел (СС) у односу на највише вође. СА је наставила своје уличне битке против комуниста, снага ривалских политичких партија и насилне акције против Јевреја и других за које се сматрало да су непријатељи нациста.
Под Ремом, СА је често стајала на страни радника у штрајковима и другим радничким споровима, нападајући разбијаче штрајкова и подржавајући редове протеста. Застрашивање СА допринело је успону нациста и насилном гушењу супарничких партија током изборних кампања, али је њена репутација по уличном насиљу и опијању била препрека, као и гласине о хомосексуалности Рема и других лидера СА, као што је његов заменик Едмунд Хајнес. У јуну 1931, Münchener Post, социјалдемократски лист, почео је да напада Рема и СА у вези са хомосексуалношћу у њеним редовима, а затим је у марту 1932. лист добио и објавио нека његова приватна писма у којима је Рем себе описао као „истополно оријентисаног“. Ова писма је берлинска полиција запленила још 1931. године, а потом их је проследила новинару Хелмуту Клоцу.
Хитлер је био свестан Ремове хомосексуалности. Њихово пријатељство се показује у томе да је Рем остао један од ретких интимних особа којима је било дозвољено да користи немачку заменицу „du” (прев. ти) у разговору са Хитлером. Рем је био једини нацистички вођа који се усудио да се Хитлеру обрати именом „Адолф“ или надимком „Ади“ уместо са „Мој фирере”. Њихова блиска повезаност довела је до гласина да је и сам Хитлер био хомосексуалац. За разлику од многих у нацистичкој хијерархији, Рем никада није пао жртва Хитлерове „личности за хапшење“ нити је био потпуно под његовом чаролијом, што га је учинило јединственим.
Како се Хитлер попео на националну моћ са својим именовањем за канцелара у јануару 1933. године, припадници СА су именовани за помоћну полицију и Геринг им је наредио да одбаце „све непријатеље државе”.

### Друга револуција
Рем и СА су себе сматрали авангардом „националсоцијалистичке револуције“. Након Хитлеровог националног преузимања власти очекивали су радикалне промене у Немачкој, укључујући моћ и награде за себе, несвесни да, као канцелару, Хитлеру више нису потребне њихове способности уличне борбе.
Ипак, Хитлер је именовао Рема на бројне важне партијске и државне функције. Хитлер га је 2. јуна 1933. прогласио за Рајхслајтера, што је био други највиши политички чин у Нацистичкој партији, једино испод фирера. Постао је члан Пруског државног савета 14. септембра и члан Академије за немачко право 3. октобра, а напредовао је у њен лидерски савет (Фирерат) у новембру. Рем је 12. новембра изабран у Рајхстаг. Коначно, 2. децембра 1933. именован је у кабинет Рајха за рајхсминистра без портфеља одредбом у Закону о обезбеђивању јединства партије и државе у циљу повезивања руководства партије и владе. У исто време, постао је и члан Савета одбране Рајха.
Заједно са осталим члановима радикалније фракције унутар Нацистичке партије, Рем се залагао за „другу револуцију“ која је по свом општем расположењу била отворено антикапиталистичка. Ови радикали су одбацивали капитализам и намеравали су да предузму кораке да обуздају монополе и промовишу национализацију земље и индустрије. Такви планови су претили пословној заједници уопште, а посебно Хитлеровим корпоративним финансијским подржаваоцима — укључујући многе немачке индустријске лидере на које би се ослањао у производњи оружја. Да их не би отуђио, Хитлер је брзо уверио своје моћне индустријске савезнике да неће бити такве револуције какву су заговарали ови партијски радикали.
Многи СА „јуришници“ су били пореклом из радничке класе и чезнули су за радикалном трансформацијом немачког друштва. Били су разочарани недостатком социјалистичког правца новог режима и неуспехом да обезбеди раскошно покровитељство које су очекивали. Штавише, Рем и његове колеге из СА су сматрали да је њихова снага језгро будуће немачке армије и да себе виде као замену за Рајхсвер и његов успостављени професионални официрски корпус. До тада је СА нарасла на преко три милиона људи, што је више од Рајхсвера, који је Версајским уговором био ограничен на 100.000 људи. Иако је Рем био члан официрског корпуса, он их је посматрао као конзервативце којима је недостајао „револуционарни дух”. Веровао је да Рајхсвер треба да се споји у СА како би се формирала права „народна армија“ под његовом командом, изјава која је изазвала значајно запрепашћење унутар хијерархије војске и уверила их да СА представља озбиљну претњу. На састанку кабинета у фебруару 1934. Рем је тада захтевао да се спој изврши под његовим вођством као министра одбране.
Ово је ужаснуло војску, чија традиција сеже још од Фридриха Великог. Војни официрски корпус је посматрао СА као „недисциплиновану гомилу“ уличних насилника, а такође је био забринут због распрострањености „корумпираног морала“ у редовима СА. Извештаји о огромној залихи оружја у рукама припадника СА изазвали су додатну забринутост руководства војске. Није изненађујуће да се официрски корпус противио Ремовом предлогу. Инсистирали су да ће дисциплина и част нестати ако СА стекне контролу, али Рем и СА неће се задовољити ништа мање. Поред тога, војно руководство је било жељно да сарађује са Хитлером с обзиром на његов план поновног наоружавања и проширења успостављених професионалних војних снага.
У фебруару 1934. Хитлер је рекао британском дипломати Ентонију Идену о свом плану да смањи СА за две трећине. Истог месеца, Хитлер је најавио да ће СА остати са само неколико мањих војних функција. Рем је одговорио притужбама и почео да шири оружане елементе СА. Спекулације да СА планира државни удар против Хитлера постале су распрострањене у Берлину. Рем је у марту понудио компромис у коме би „само“ неколико хиљада вођа СА било узето у војску, али је војска ту идеју одмах одбацила.
Дана 11. априла 1934. Хитлер се састао са немачким војним вођама на броду Дојчланд. До тада је знао да ће председник Пол фон Хинденбург вероватно умрети пре краја године. Хитлер је обавестио војну хијерархију о Хинденбурговом опадању здравља и предложио да га Рајхсвер подржи као Хинденбурговог наследника. У замену је понудио да смањи СА, да сузбије Ремове амбиције и да гарантује да ће Рајхсвер бити једина немачка војна сила. Према ратном дописнику Вилијаму Л. Ширеру, Хитлер је такође обећао да ће проширити војску и морнарицу.
Иако одлучан да обузда моћ СА, Хитлер је одложио раскид са својим дугогодишњим савезником. Политичка борба унутар партије је расла, а они најближи Хитлеру, укључујући пруског премијера Хермана Геринга, министра пропаганде Јозефа Гебелса и Рајхсфирера СС Хајнриха Химлера, позиционирали су се против Рема. Да би изоловао Рема, 20. априла 1934, Геринг је пренео контролу над пруском политичком полицијом (Гестапо) на Химлера, за кога је веровао да се може рачунати да ће кренути против Рема.
И Рајхсвер и конзервативна пословна заједница наставили су да се жале Хинденбургу на СА. Почетком јуна, министар одбране Вернер фон Бломберг поставио је Хитлеру ултиматум из Хинденбурга: уколико Хитлер не предузме хитне кораке да оконча растуће тензије у Немачкој, Хинденбург ће прогласити ванредно стање и препустити контролу над земљом војсци. Претња проглашењем ванредног стања од Хинденбурга, једине особе у Немачкој која има овлашћење да потенцијално свргне нацистички режим, ставила је Хитлера под притисак да делује. Хитлер је одлучио да је дошло време и да уништи Рема и да се обрачуна са старим непријатељима. И Химлер и Геринг су поздравили Хитлерову одлуку, пошто су обојица имали много да добију Ремовим падом — независност СС-а за Химлера и уклањање ривала за Геринга.

## Лични живот и смрт
Рем је био познат као хомосексуалац, што је Хитлер „толерисао”. Рем је такође био познат по томе што је био добар организатор, снажан вођа и по томе што је има бруталан, бескрупулозан начин понашања; све је то добро служило Хитлеру политички, пре него што су нацисти добили националну власт 1933. године.
У јуну 1934, припремајући се за чистку познату као Ноћ дугих ножева, и Химлера и Рајнхард Хајдрих, шеф СС службе безбедности, саставили су досије произведених доказа који сугеришу да је Рем плаћен 12 милиона ℛℳ (једнако €94 милиона 2009. године) од владе Француске да свргне Хитлера. Водећим официрима у СС-у су 24. јуна приказани фалсификовани докази да је Рем планирао да искористи СА за покретање завере против владе (Рем-пуч). По Хитлеровом наређењу, Геринг, Химлер, Хајдрих и Виктор Луце су саставили спискове људи у и ван СА које треба убити. Један од људи које је Геринг регрутовао да му помогне био је Вили Леман, званичник Гестапоа и шпијун НКВД-а. Генерал Вернер фон Фрич је 25. јуна ставио Рајхсвер на највиши ниво приправности. Хитлер је 27. јуна кренуо да обезбеди сарадњу војске. Бломберг и генерал Валтер фон Рајхенау, војна веза са партијом, дали су му га избацивањем Рема из Немачке официрске лиге. Хитлер је Дана 28. јуна отишао у Есен да присуствује свадбеној прослави и пријему Јозефа Тербовена; одатле је позвао Ремовог ађутанта у Бад Висзеу и наредио вођама СА да се састану са њим 30. јуна у 11:00 ујутру. Дана 29. јуна појавио се Бломбергов потписани чланак у Völkischer Beobachter-у у којем је Бломберг са великим жаром изјавио да Рајхсвер стоји иза Хитлера.
Дана 30. јуна 1934, Хитлер и велика група СС и редовне полиције одлетели су у Минхен и стигли између 06:00 и 07:00 у хотел Ханселбауер у Бад Висзеу, где су Рем и његови следбеници боравили. Хитлеровим раним доласком, руководство СА, које је још увек било у кревету, било је изненађено. СС-овци су упали у хотел и Хитлер је лично ухапсио Рема и друге високорангиране вође СА. Према Ериху Кемпки, Хитлер је предао Рема „двојици детектива који су држали пиштоље са искљученим осигурачем“. СС је затекао вођу Бреслау СА Едмунда Хајнса у кревету са неидентификованим осамнаестогодишњим старијим вођом СА. Гебелс је наглашавао овај аспект у каснијој нацистичкој пропаганди, оправдавајући чистку као разбијање моралног безобразлука. Кемпка је у интервјуу из 1946. рекао да је Хитлер наредио да Хајнеса и његовог партнера изведу ван хотела и убију. У међувремену, СС је ухапсио остале вође СА док су напуштали свој воз за планирани састанак са Ремом и Хитлером.
Иако Хитлер није изнео никакве доказе о Ремовој завери да збаци режим, он је ипак осудио вођство СА. Вративши се у партијско седиште у Минхену, Хитлер се обратио окупљеној маси. Обузет бесом, Хитлер је осудио „најгору издају у светској историји”. Хитлер је рекао гомили да ће „недисциплиновани и непослушни карактери и асоцијални или болесни елементи” бити уништени. Гомила, у којој су били чланови странке и многи чланови СА који су имали среће да избегну хапшење, узвикивали су своје одобравање.
Јозеф Гебелс, који је био са Хитлером у Бад Висзеју, покренуо је последњу фазу плана. По повратку у Берлин, Гебелс је телефонирао Герингу у 10:00 са шифром „kolibri” (прев. колибри) да пусте одреде за егзекуцију на остале њихове несуђене жртве. Командант прве оклопне дивизије „Телесна гарда Адолфа Хитлера” (Лајбштандарте) Сеп Дитрих добио је наређење од Хитлера да формира „егзекуторски одред“ и оде у затвор Штаделхајм у Минхену где су Рем и други лидери СА држани у хапшењу. Тамо у затворском дворишту, стрељачки вод Лајбштандарта је убио пет генерала СА и једног пуковника СА. Неколико оних који нису одмах погубљени враћени су у касарну Лајбштандарта у Лихтерфелду, где им је дата једноминутна „суђења“, и стрељани од стране стрељачког вода. Сам Рем је, међутим, држан у затвору.
Хитлер је оклевао да одобри Ремово погубљење, можда због лојалности или стида због погубљења важног поручника; на крају је то учинио и сложио се да Рем треба да има опцију самоубиства. Дана 1. јула 1934, СС-бригадефирер Теодор Ајке (касније командант концентрационог логора Дахау) и СС-Оберстурмбанфирер Михаел Липерт посетили су Рема. Када су ушли у Ремову ћелију, дали су му Браунинг пиштољ напуњен једним патроном и рекли му да има десет минута да се убије или ће они то учинити уместо њега. Рем се бунио, рекавши им: „Ако треба да будем убијен, нека Адолф то сам уради”. Пошто ништа нису чули у предвиђеном времену, Ајке и Липерт су се вратили у Ремову ћелију у 14:50 и затекли га како стоји, напучених голих груди у знак пркоса. Ајке и Липерт су затим пуцали и убили Рема.  СА- Обергрупенфирер Виктор Лутзе, који је шпијунирао Рема, именован је као нови Штабшеф СА.

## Реакције на чистку
Док су неки Немци били шокирани убиствима од 30. јуна до 2. јула 1934, многи други виде Хитлера као оног који је успоставио „ред“ у земљи. Гебелсова пропаганда је истакла „Рем-пуч” у данима који су уследили. Хомосексуалност Рема и других вођа СА објављена је у јавности да би се додала „сензационалистичка вредност“, иако је била позната Хитлеру и другим нацистичким вођама годинама.
Дана 3. јула 1934. чистка СА је легализована декретом од једног става: Законом о мерама државне самоодбране, корак за који је историчар Робин Крос тврдио 2009. да га је Хитлер урадио да би прикрио своје трагове. Закон је прогласио: „Мере предузете 30. јуна, 1. и 2. јула за сузбијање издајничких напада легалне су као акти самоодбране од стране државе“. У то време није се јавно спомињало наводну побуну СА, већ само генерализоване референце на недолично понашање, перверзију и неку врсту завере.
У националном говору у Рајхстагу 13. јула, Хитлер је чистку оправдао као одбрану од велеиздаје. Пре него што су се догађаји у Ноћи дугих ножева завршили, не само да је Рем мртав, већ је убијено више од 200 додатних људи, укључујући нацистичког званичника Грегора Штрасера, бившег канцелара генерала Курта фон Шлајхера и секретара Франца фон Папена, Едгара Јунга. Већина убијених није имала скоро никакву везу са Ремом, али су убијени из политичких разлога.
У покушају да се Рем избрише из немачке историје, све познате копије пропагандног филма из 1933. године „Der Sieg des Glaubens” — у коме се Рем појавио — уништене су 1934. године, вероватно по Хитлеровом наређењу. Међутим, најмање један примерак је преживео уништење.

## Одликовања и награде
- Крст за војне заслуге (Баварска) 4. класе са мачевима, 1914.[82]
- 1914 Гвоздени крст 2. класе[82]
- 1914. Гвоздени крст 1. класе, 1916.[82]
- Сребрна значка за ране из 1914, 1918.[82]